# Andrea Volpini (poeta)
Andrea Volpini o De Vulpinis (Castel Goffredo, XVI secolo – XVI secolo) è stato un poeta italiano.

## Biografia
Era figlio di Giovanni Antonio Volpini, tipografo attivo a Venezia fra il 1539 ed il 1541.
Cresciuto nella bottega del padre a contatto con numerosi letterati, si trasferì a Firenze dove esercitò la professione di libraio nel 1559, essendo iscritto all'Arte dei Medici e Speziali di quella città.
Cantò le imprese di Carlo V contro i protestanti.